# Nemanja
Nemanja (in cirillico: Немања) è un nome proprio di persona serbo maschile.

## Varianti
- Maschili: Nemanya

## Origine e diffusione

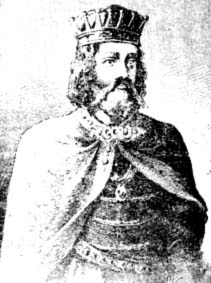
Stefano Nemanja

Deriva dall'epiteto di Stefano Nemanja (1114-1199), capo della nobile dinastia dei Nemanjic considerato il padre della nazione serba. L'etimologia del nome non è certa: secondo alcune fonti proviene dal termine serbo nemati ("non avere", quindi "che non ha nulla", "senza possedimenti"), mentre altri lo riconducono a ne manuti ("non lasciar andare") oppure Neman ("demoni") e ja ("io", quindi  "colui che combatte i demoni").
Nome tipico dell'onomastica slava, in passato era solitamente portato da membri di famiglia reali.

## Persone
- Nemanja Aleksandrov, cestista serbo
- Nemanja Bilbija, calciatore bosniaco naturalizzato serbo
- Nemanja Bjelica, cestista serbo
- Nemanja Gudelj, calciatore serbo
- Nemanja Jovanović, calciatore serbo
- Nemanja Matić, calciatore serbo
- Nemanja Petrić, pallavolista serbo
- Nemanja Radonjić, calciatore serbo
- Nemanja Rnić, calciatore serbo
- Nemanja Vidić, calciatore serbo